# Toretocheilum absidatum
Toretocheilum absidatum is een mosdiertjessoort uit de familie van de Escharinidae. De wetenschappelijke naam van de soort is voor het eerst geldig gepubliceerd in 1960 door Rogick.